# Чиликин, Феофилакт Николаевич
Феофила́кт Никола́евич Чиликин (1 марта 1876, Зарайск — 26 ноября 1937, Горьковская область) — русский общественный и политический деятель, депутат Государственной думы III созыва от Амурской области.

## Биография

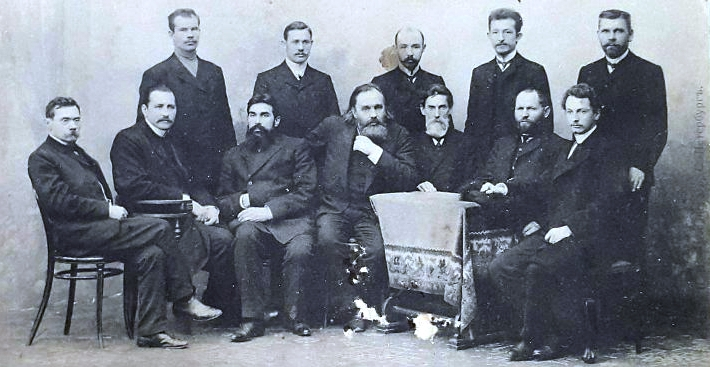
Сибирская группа членов III Государственной Думы. Стоят: А. Г. Мягкий (Томск.губ.), К. И. Молодцов (Тобольск.губ.), Н.К. Волков (Забайкальск.обл.), А. А. Войлошников (Забайкальск.обл.), А. И. Шило (Приморск. обл.); сидят: Н. Л. Скалозубов (Тобольск.губ.), Н. В. Некрасов (Томск.губ.), В. И. Дзюбинский (Тобольск.губ.), В. А. Караулов (Енисейск. губ.), В. К. Штильке (Томск.губ.), Н. А. Маньков (Амурск. и Уссурийск. каз. войска), Ф. Н. Чиликин (Амурск.обл.)

Русский по национальности. Старообрядец беспоповского согласия. Уроженец города Зарайск Рязанской губернии (ныне Московская область). Среднее образование получил в Зарайском реальном училище, в 1898 году окончил Санкт-Петербургский лесной институт, после чего устроился работать сначала помощником лесничего в Уфимской губернии, а затем лесничим в Вологде и Костроме.
С 1902 года стал старшим лесным таксатором в Переселенческом управлении города Благовещенска (Амурской губернии), где активно занимался общественной деятельностью (годовое жалование в 3 тысячи рублей). Совмещал деятельность с тем, что входил в совет «Общества попечения о начальном образовании». В то же время он публиковался в газетах: «Амурская жизнь», «Амурская газета». У него был чин титулярного советника. С 1907 года он стал производителем работ в переселенческой партии, которая занималась исследованием амурской тайги.
В то же время (в 1907 году) Феофилакт Николаевич избирается депутатом III Государственной думы от Амурской области. Начал работу в Думе во «Фракции социал-демократов» и был членом сибирской парламентской группы. Феофилакт Николаевич состоял в ряде комиссий таких как: комиссия по городским делам, комиссия по финансам, комиссия по переселенческому делу, а также в комиссии по охоте. Феофилакт Чиликин подписал два закона по развитию Сибири: «О введении земства в Сибири» и «О порто-франко в устьях Оби и Енисея». Кроме них, он подписал закон «Правила приёма в высшие учебные заведения» и закон «Об отмене смертной казни». По одним сведениям был исключен из социал-демократической фракции, потому что поддержал правительственный законопроект по строительству Амурской железной дороги. Однако по сведениям охранного отделения  вместе с И-Б. И. Гайдаровым (перешел в мусульманскую фракцию) и Ф. А. Кузьмо вышел из неё после того как социал-демократическая фракция отказалась выступить с резкой речью, составленной лично Троцким, на тему внешней политики министра иностранных дел по поводу запроса о Боснии и Герцеговине. Фракция нашла эту речь слишком резкой и забраковала её, не выступив по поводу запроса. Конфликт привёл к тому, что Гайдаров, Кузьмо и Чиликин сочли, что в таких условиях продуктивно работать во фракции невозможно и покинули её. После ухода из фракции Чиликин, как и Кузьмо, стал беспартийным депутатом, но уточнял, что он «беспартийный прогрессист».

…Замалчивать эти ошибки, как делают меньшевики, которые находят все самым наилучшим, кроме одного выступления Чиликина, есть величайшая пошлость. Не замалчивать эти ошибки должны мы, а выяснить их публично, в наших местных и неместных органах, на каждом собрании, в агитационных листках, бросаемых в массу по поводу каждого выступления. 
В 1930-х годах Феофилакт Николаевич переезжает в село Воскресенское (Воскресенский район Нижегородской области). Там он работает специалистом лесного дела в сельском лесхозе.
В 1937 году (19 октября) он был арестован по обвинению в антисоветской агитации. 19 ноября тройкой он был приговорён к расстрелу, что было приведено в исполнение через неделю — 26 ноября.